# Músculo constritor superior da faringe
O músculo constritor da faringe superior é um músculo da faringe.